# 费米黄金定则
在量子物理中，費米黃金定則是用來描述受一微擾後量子系統從某個能量特徵態到一群連續能態的單位時間的躍遷機率公式。若微擾的強度不隨時間變化，此單位時間躍遷機率亦不隨時間變化，且正比於系統初始態和終末態間的耦合強度（由躍遷的矩陣元平方來描述）以及態密度。若終末態不是連續態的一部分，但這一躍遷過程中存在量子去相干（例如原子弛豫過程，或微擾中存在噪聲的情形），此定則也可以應用——此時公式中的態密度项应替換為末態去相干頻寬的倒數。

## 概述
雖然黃金定則以恩里科·費米的名字命名，但推導该定則所涉大部分工作是由保羅·狄拉克完成的——他在20年前就推出了包含三項（常數{\displaystyle {\frac {2\pi }{\hbar }}}，微擾的矩陣元與能量差）的公式；这一公式与今天惯用的费米黄金定则在形式上是非常相似的。 定则之所以以費米的名字命名，是由於費米强调了它的重要性，称其為「第二黃金定則」。
大多數文献提及費米黃金定則時，指的是「第二黃金定則」。費米「第一黃金定則」具有与第二定則相似的形式，但前者刻畵的是每秒發生間接躍遷的機率。

## 推導
費米黃金定則描述一個有著未被擾動的哈密頓量 H0、處於初始態{\displaystyle |i\rangle }的量子系統，在擾動哈密頓量 H'作用下，躍遷到連續終末態的情形。若 H'不含時，系統只會躍遷到與初始能量相同的末態。若 H'以角頻率ω隨時間正弦震盪（即簡諧震盪），則會躍遷到能量與初始態相差 ħω終末態。
在此兩種例子中，從初始態 {\displaystyle |i\rangle }到一套終末態 {\displaystyle |f\rangle }的「每秒躍遷的機率」基本上是一常數。考慮一階微擾後，可求得此常數的具體值：
{\displaystyle \Gamma _{i\rightarrow f}={\frac {2\pi }{\hbar }}\left|\langle f|H'|i\rangle \right|^{2}\rho (E_{f})}
這裡的 {\displaystyle \langle f|H'|i\rangle } 是初始態和終末態之間微擾量 H'的 矩陣元素（使用狄拉克符號），而 {\displaystyle \rho (E_{f})} 是終末能量{\displaystyle E_{f}}的態密度（在無限小的能量區間 {\displaystyle E+dE}中的連續態數量）。此躍遷機率也稱為「跃迁機率」，并正比於平均壽命的倒數。因此，測得系統處於{\displaystyle |f\rangle }的機率正比於{\displaystyle e^{-\Gamma _{i\rightarrow f}t}}。
推導公式的標準方法是從含時微擾理論開始，並假設測量時間遠大於實際躍遷所需時間，對吸收率（作爲時間{\displaystyle t}的函數）取{\displaystyle t\rightarrow \infty }的極限。
只有矩陣元素 {\displaystyle \langle f|H'|i\rangle } 的量值在費米黃金定律中作為變數。而矩陣元素的相位，包含躍遷過程中離散的資訊。
費米黃金定則也出現在電子傳輸的半古典波茲曼方程式方法。

## 量子光學的應用
當考慮兩個離散的能階躍遷，費米黃金定則可以寫成
{\displaystyle \Gamma _{i\rightarrow f}={\frac {2\pi }{\hbar }}\left|\langle f|H'|i\rangle \right|^{2}g(\hbar \omega )}
這裡的{\displaystyle g(\hbar \omega )} 是光子在該能量的態密度，{\displaystyle \hbar \omega }是光子的能量而{\displaystyle \omega }是角頻率。此表示以存在終末（光子）態的連續體為前提，即容許存在的光子能量是連續的。

### Drexhage的實驗

偶極子的放射圖案和總功率（正比於衰變率）依賴於與鏡子的距離。

費米黃金定則預測了激發態根據態密度的衰變機率。實驗上這一現象可藉由測量鏡子附近的偶極子的衰變律：當鏡子創造出高低態密度的區域時，測量到的衰變率由鏡子和偶極子之間的距離決定。

## 外部連結
- More information on Fermi's golden rule （页面存档备份，存于）
- Derivation of Fermi’s Golden Rule （页面存档备份，存于）
- Time-dependent perturbation theory （页面存档备份，存于）
- Fermi's golden rule: its derivation and breakdown by an ideal model （页面存档备份，存于）